# Ichneumoninae
Ichneumoninae ist nach den Cryptinae die zweitgrößte Unterfamilie der Schlupfwespen mit etwa 4300 Arten in 438 Gattungen und 16 Tribus.  Alleine in Deutschland sind fast 640 Arten von Ichneumoninae bekannt.
Wegen der großen Anzahl von nah verwandten Arten ist die Bestimmung der einzelnen Arten meist nur für Spezialisten möglich.

## Morphologie
Diese artenreiche Unterfamilie enthält meist farbig gezeichnete Tiere, bei denen der Hinterleib abgeflacht ist. Das Propodeum ist relativ lang. In der Mitte des Vorderflügels ist eine charakteristische relativ große fünfeckige Zelle. Die Antennen der Männchen haben an mehreren Segmenten außen längliche, etwas erhabene Sensillenfelder, die sogenannten Tyloiden, die je nach Art unterschiedlich ausgebildet sind und zur Partnersuche dienen. Die Männchen und Weibchen sind oft deutlich verschieden. Je nach Größe der Wirte variiert die Größe der Ichneumonidae von 2,5 bis 30 mm Körperlänge.

## Lebensweise

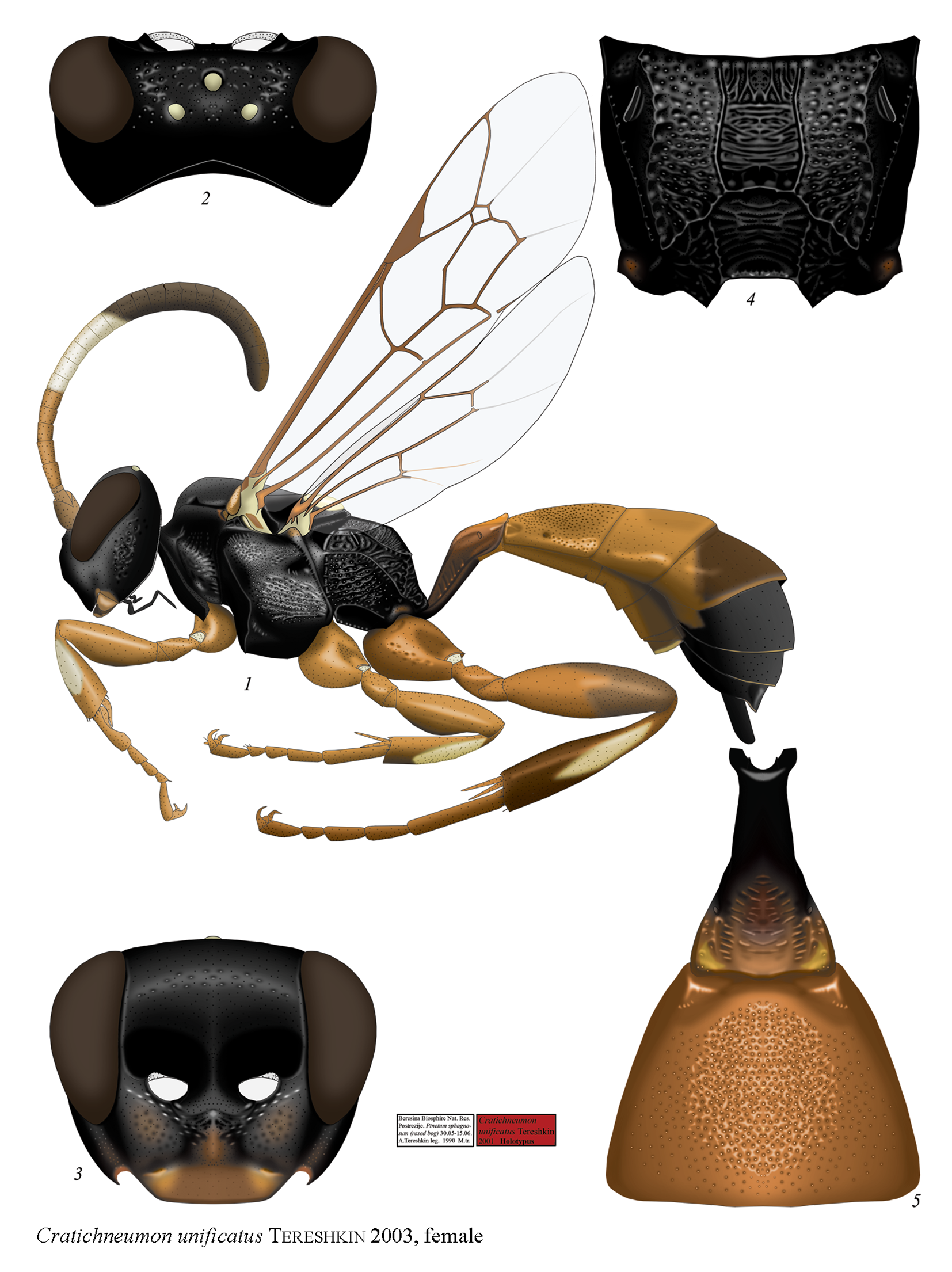
Cratichneumon unificatus, Abbildung von Tereshkin

Alle Ichneumoninae sind Schmetterlingsparasitoide, d. h. die Weibchen legen ihre Eier in Raupen oder Puppen von Schmetterlingen, in denen sie sich entwickeln. Von vielen Arten ist nur sehr wenig über die Lebensweise bekannt. Die Tiere in den Sammlungen sind meistens durch Malaise-Fallen gefangen. In der Literatur gibt es eine Reihe von unrichtigen Meldungen über die Wirte, zur sicheren Bestimmung ist es sinnvoll die Schlupfwespen aus den Wirtspuppen zu züchten.

## Systematik und Liste von Gattungen
Die Unterfamilie wird nach Tereshkin in folgende Triben unterteilt (siehe auch D.S. Yu). Verbreitungsangaben nach Tereshkin. Es gibt noch viele unbeschriebene Arten. Die im Folgenden genannten Gattungen sind nur Beispiele (vor allem Gattungen die auch in Mitteleuropa vorkommen).
- Alomyini Foerster, 1869 (werden heute meist als eigene Unterfamilie angesehen: Alomyinae[9])
  - Diphyus amatorius, Abbildung von TereshkinAlomya (A. debellator)
  - Pseudalomya

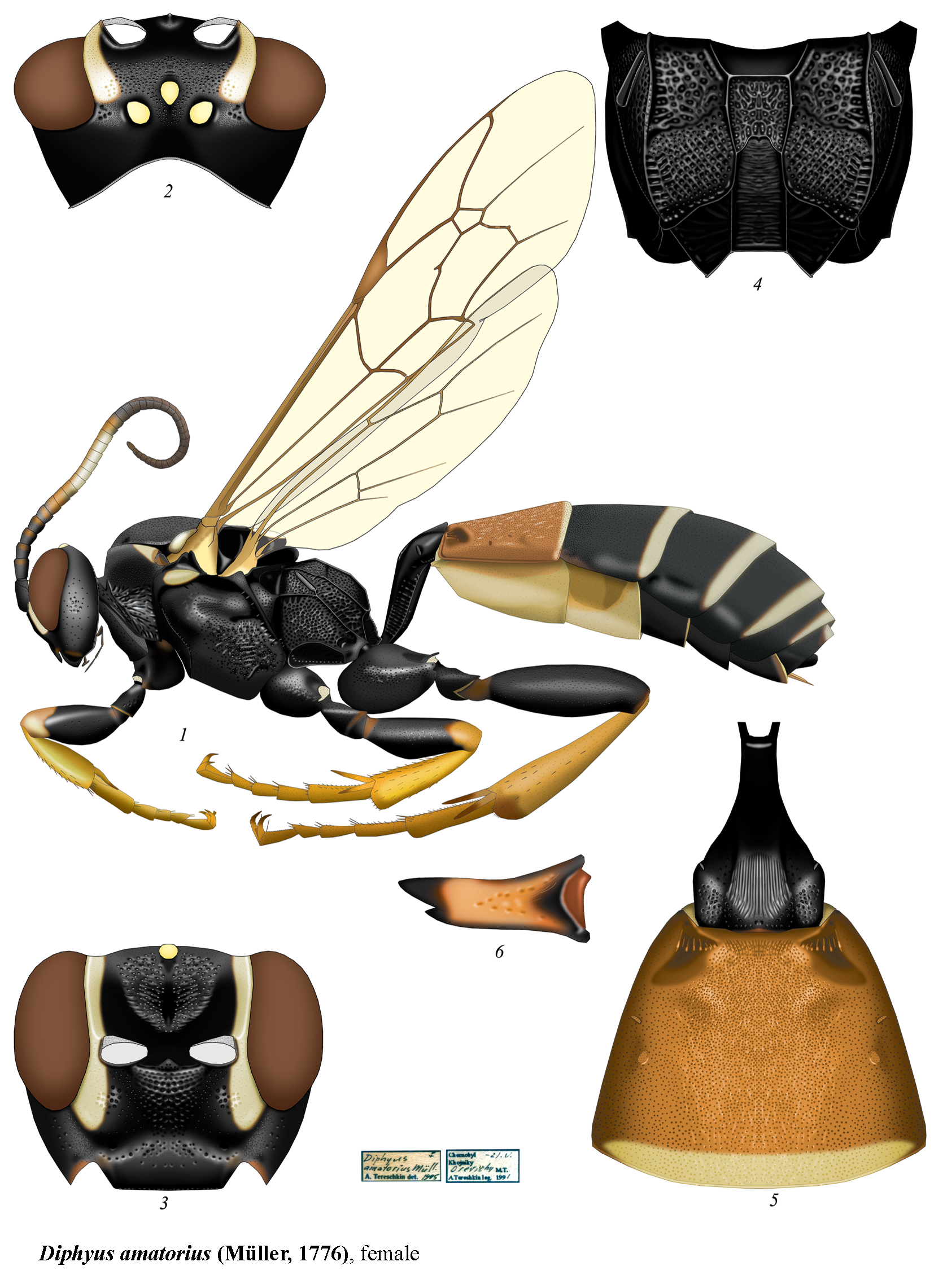
Diphyus amatorius, Abbildung von Tereshkin

- Ceratojoppini Heinrich, 1938; Verbreitung: Süden von Afrika und Madagaskar.
  - Ceratojoppa
  - Ctenocalus

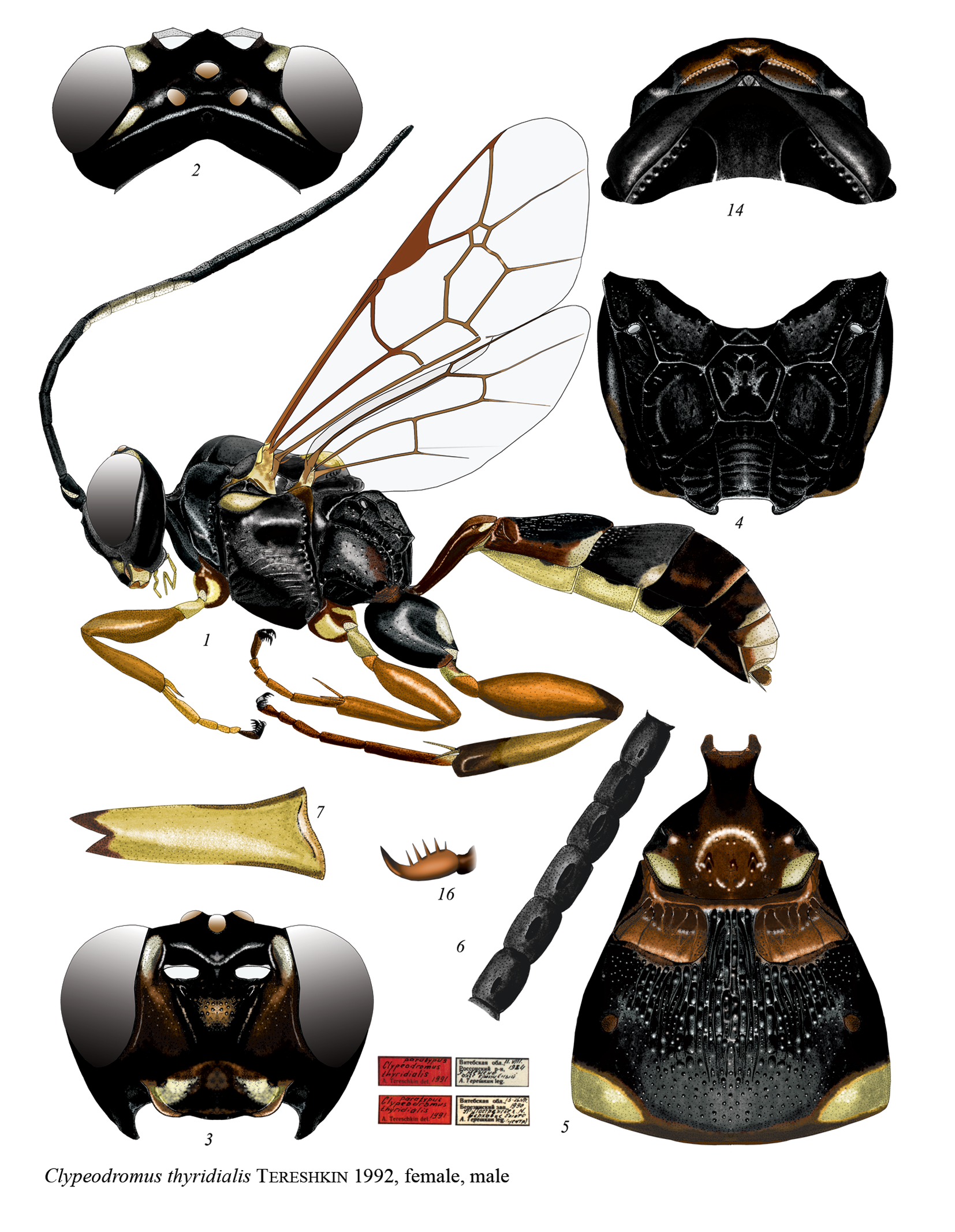
Clypeodromus thyridialis, Abbildung von Tereshkin

- Clypeodromus thyridialis, Abbildung von TereshkinClypeodromini Tereshkin, 1992; Verbreitung: Paläarktis
- Compsophorini Heinrich, 1967; Verbreitung: vor allem Äthiopische Region und Orientalis.
  - Compsophorus
- Ctenocalini Heinrich, 1938; Afrika südlich der Sahara und Madagaskar.
- Eurylabini Heinrich, 1934; Die Wirte sind Zahnspinner, Eulen und Bärenspinner. Die Eier werden in Raupen abgelegt.[4] Verbreitung: Paläarktis, Orientalis, Äthiopische Region.
  - Eurylabus
- Goedartiini Townes, 1961; Die Wirte sind Schadspinner (Lymantriidae), die Eier werden in die Raupen abgelegt.[4] Verbreitung: Paläarktis und Orientalis.
  - Goedartia
- Heresiarchini Ashmead, 1900 (= Callajoppini); Die Wirte sind u. a. Schwärmer.[4]
  - Amblyjoppa (A. fuscipennis)
  - Apatetor
  - Coelichneumon (C. desinatorius)
  - Heresiarches
  - Protichneumon (P. fusorius, P. pisorius)
- Ichneumonini Latreille, 1802; Diese Tribus wird in fünf Subtriben eingeteilt. Wirte sind fast stets Großschmetterlinge.[4] Verbreitung: Weltweit.
  - Achaius
  - Acolobus
  - Aethioplites
  - Amblyteles (A. armatorius)
  - Anisopygus
  - Aoplus
  - Baranisobas (B. ridibundus)
  - Barichneumon
  - Chasmias
  - Cratichneumon (C. coruscator, C. culex, C. flavifrons)
  - Crypteffigies
  - Crytea (C. sanguinator)
  - Ctenichneumon (C. inspector, C. panzeri)
  - Diphyus (D. castanopyga, D. palliatorius, D. quadripunctorius)
  - Eupalamus (E. oscillator, E. wesmaeli)
  - Eutanyacra
  - Exephanes (E. ischioxanthus)
  - Harelia
  - Hoplismenus (H. terrificus)
  - Hymenura
  - Ichneumon (I. confusor, I. eumerus, I. suspiciosus, I. xanthorius)
  - Limerodops
  - Melanichneumon
  - Platylabops
  - Spilichneumon
  - Stenichneumon (S. culpator)
  - Virgichneumon (V. digrammus, V. dumeticola)
  - Vulgichneumon (V. bimaculatus, V. saturatorius)
- Ischnojoppini Heinrich, 1938; Verbreitung: vor allem Äthiopische Region incl. Madagaskar.
  - Ischnojoppa
- Joppocryptini Viereck, 1918; Wirte sind Eulen oder Spanner.[4] Verbreitung: vor allem Neotropis, Äthiopische Region und Orientalis.
  - Eccoptosage
  - Joppocryptus
  - Pseudoplatylabus (P. violentus)
- Listrodromini Foerster, 1869; Wirte sind Bläulingsraupen.[4] Verbreitung: Holarktis, Äthiopische Region und Orientalis.
  - Anisobas
  - Listrodomus (L. nycthemerus)
  - Neotypus (N. melanocephalus)
- Oedicephalini Heinrich, 1934: Verbreitung: Neotropis, Äthiopische Region und Orientalis.
  - Notosemus
  - Oedicephalus
- Phaeogenini Foerster, 1869;[10] Wirte sind Microlepidoptera. Verbreitung: Weltweit. Auswahl von Gattungen:[11]
  - Aethecerus (viele Arten, Paläarktis und Nearktis)
  - Baeosemus (wenige Arten, Paläarktis)
  - Centeterus (viele Arten, Paläarktis, Nearktis, Neotropis, Orientalis)
  - Colpognathus (C. celerator)
  - Diadromus (viele Arten, Paläarktis und Nearktis)
  - Dirophanes (mehrere Arten, Paläarktis und Nearktis)Pseudalomya praevara, trotz des Namens gehört die Gattung Pseudalomya zu den Phaeogenini, nicht zu den Alomyinae

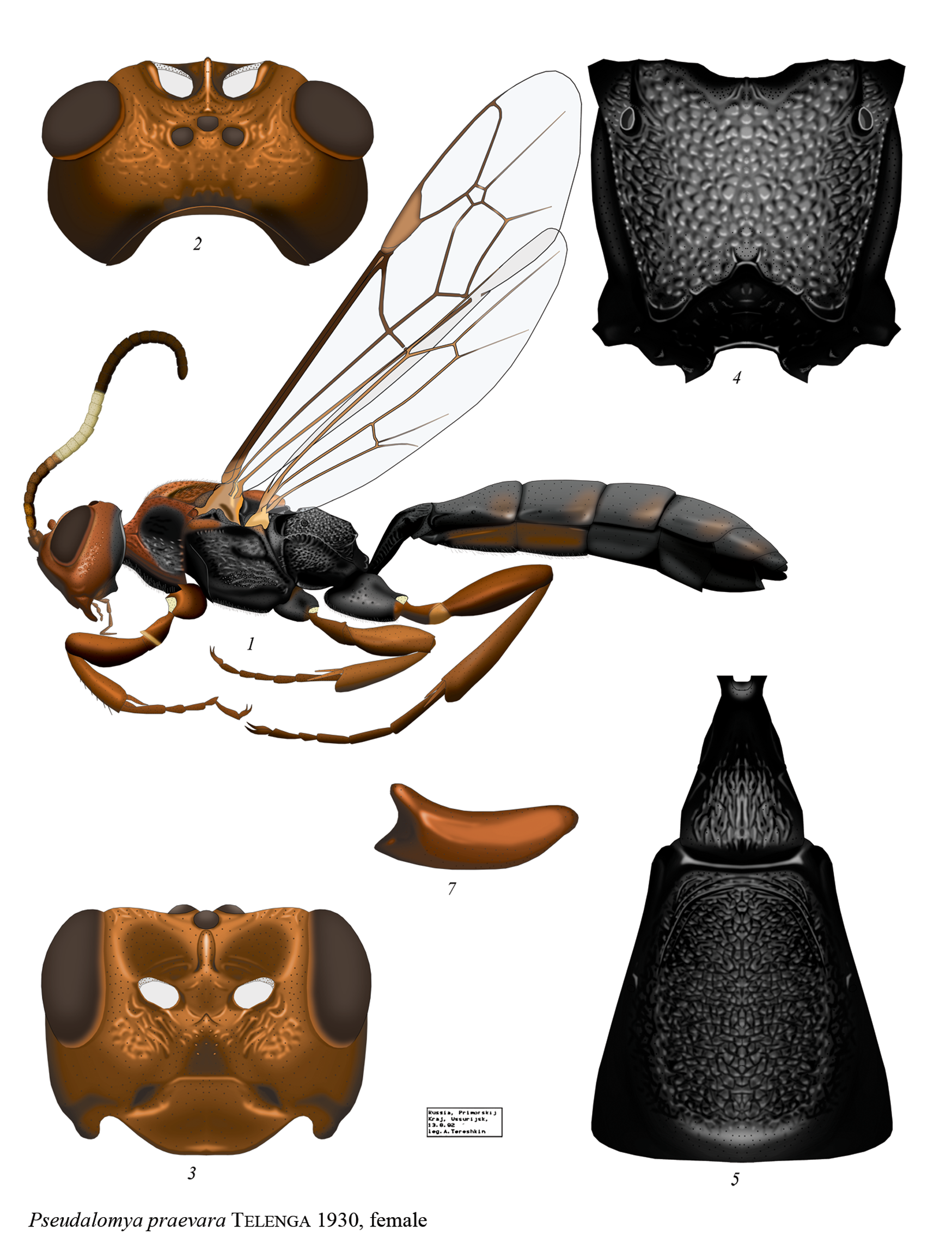
Pseudalomya praevara, trotz des Namens gehört die Gattung Pseudalomya zu den Phaeogenini, nicht zu den Alomyinae

  - Epitomus (mehrere Arten, Paläarktis)
  - Hemichneumon (mehrere Arten, Paläarktis)
  - Herpestomus (mehrere Arten, Paläarktis)
  - Oronotus (mehrere Arten, Paläarktis, Nearktis und Orientalis)
  - Phaeogenes (mehrere Arten, Paläarktis und Nearktis)
  - Pseudalomya[12]
  - Trachyarus (mehrere Arten, Paläarktis)
  - Tycherus (mehr als 100 Arten, Paläarktis, Nearktis, Neotropis und Orientalis)  (T. brunneus)
- Platylabini Berthoumieu, 1904; Wirte sind Spanner, selten auch Sichelflügler (Drepanidae). Die Weibchen legen ihre Eier in Raupen.[4][7] Verbreitung: Weltweit.
  - Apaeleticus
  - AsthenolabusCallajoppa cirrogaster (Trogini), Zeichnung von Tereshkin
  - Coticheresiarches
  - Platylabus (P. odiosus)

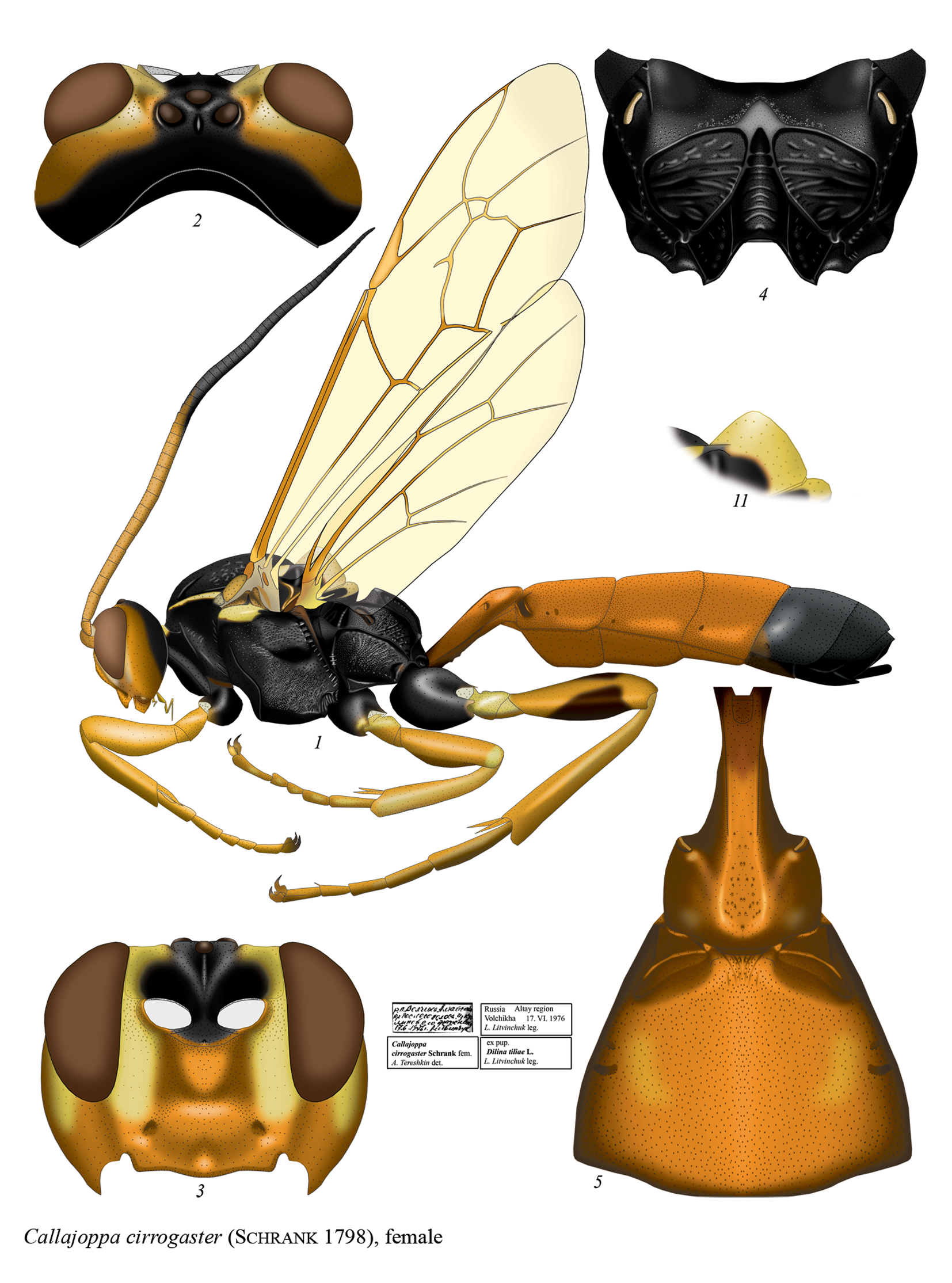
Callajoppa cirrogaster (Trogini), Zeichnung von Tereshkin

- Zimmeriini Heinrich, 1934; Verbreitung: Paläarktis
  - Cotiheresiarches
- Trogini (Foerster, 1868) Verbreitung: Weltweit
  - Callajoppina
  - Trogus